# 中韓国交正常化
中韓国交正常化（ちゅうかんこっこうせいじょうか）とは、1992年8月24日に、「外交関係樹立に関する共同声明」を発表して、中華人民共和国と大韓民国が国交を結んだことである。中国では中韓建交（中国語: 中韩建交）、韓国では韓中修交（朝鮮語: 한중수교）と呼ぶ。関連記録によると、韓中国交正常化は1992年当時、中国最高の実権者の構想と経済発展を優先的に目標とする韓国との国交正常化戦略1985年から準備され、外交実務に伝えられ、韓国側では盧泰愚（ノ·テウ）大統領が1987年に大統領に当選する前から持っていたという北方政策という戦略構想に基づいて行われたものと評価できる。 しかし、関連記録は韓中国交正常化の推進選択権が韓国よりは中国側にあり、中国側の構想を銭岐天外交部長をはじめとする中国政府当局者が現実政策として採択して推進したことで、交渉過程が始まったと見るのが妥当と判断される。韓中国国交正常化は1992年、前任指導者鄧小平の影響力の下で進められたが、翌年の1993年に中国共産党総書記になった江沢民は、その後、韓国と計10回の首脳外交などを通じて両国間の交流協力を拡大した。
1992年の韓中国交正常化以来、韓中関係は「友好協力関係（1992年）→協力パートナー関係（1998年）→全面的協力パートナー関係（03年）→戦略的協力パートナー関係（08年）」という段階的格上げの過程を経てきた。

## 概要
社会主義国の中国と、反共が国是の韓国は、朝鮮戦争で実際に戦火を交えたこともあり互いに敵対、断絶状態にあった。1970年代後半に中国で文化大革命が終わり改革開放に取り組む一方、韓国では社会主義諸国との関係改善を目指す北方外交を進め、中韓両国の関係が改善、往来も活発になり始める。1988年ソウルオリンピックに中国は選手団を派遣。1991年1月、中韓両国は貿易事務所の相互設置を認めるなど交流を進め、1992年8月24日　中国の銭其琛外交部長と、韓国の李相玉外務大臣が、北京の迎賓館で、中韓相互友好協力関係に合意した。「外交関係樹立に関する共同声明」では、相互不可侵、相互内政不干渉、中国の唯一合法政府として中華人民共和国を承認、朝鮮半島統一問題の自主的解決原則などをうたっている。中国は韓国からの投資拡大を見込み、韓国には中国市場に進出する利点があった。
国交正常化交渉で、韓国政府は、中国側に謝罪するように求めたが、中国政府は、「中国人民志願軍の参戦は、国境線と主権が侵されそうな状況で起きた自衛行為であり、侵略行為ではなかった」「中国の参戦による人的、物的被害は遺憾であるが、謝罪はできない」と受け入れなかった。呉建民・中国外交部スポークスマンは、国交樹立後の記者会見で、韓国に謝罪したかどうか聞かれ、「全く根拠のない話だ」と反発。国交正常化前、中国は韓国の敵対国であり、対話が難しかった。しかし、韓国は中国の協力が必要であり、中国は安保理常任理事国で、終戦宣言に署名した当事国でもある。北朝鮮にとっても友好国を失ったことになり、中国は韓国との協力を選択した。韓国は北方外交と呼ばれる政策を推進し、中国やロシア、東欧圏の国々と協力し、新しい市場を開拓しながら韓半島の平和に寄与した。これは成功し、北は失敗したため、北朝鮮は自立路線を取るようになった。韓国と中国はかつて敵対していたが、2023年は最大の交易国となり、中国は韓国にとって非常に重要な国となっている。韓国の貿易の4分の1を占め、その経済的な重要性は増加している。国交正常化時の貿易額が64億ドルから、は3015億ドルに増加したことも示しており、中国との経済的な関係が大きく成長。中国から見ると、韓国は3大貿易国の一つ。
国交正常化交渉当時、韓国外相だった李相玉（イ·サンオク）氏は、韓国が「一つの中国」と「二つのコリア」を受け入れる代わりに、中国は「中華人民共和国政府は韓半島が早期に平和的に統一されることが韓民族の念願であることを尊重し、韓半島が韓民族によって平和的に統一されることを支持する」という内容を韓国側の要求によって共同声明に盛り込むことで合意したと回顧録で明らかにした。 しかし、中国は1961年7月に首相の金日成と周恩来との間で締結された「中朝友好協力条約」で、「朝鮮の統一は平和的かつ民主的な基礎の上で実現されなければならず、このような解決が朝鮮人民の民族的利益と極東の平和維持に合致する」とすでに明らかにしており、1975年4月に金日成が北朝鮮の党政代表団を率いて中国を訪問した際に発表された中国と北朝鮮の双方の政府間で共同声明にも類似した文章が含まれており、韓中国交正常化過程で韓国が「一つの中国」と「韓国」を受け入れる代わりに、 中国政府が「韓半島統一を韓民族によって平和的に統一されることを支持する」という文句を挿入したという李相玉の主張は、戦後の事実関係を十分に把握できなかったことから生じた結果であることが分かる。 この部分については、国交正常化協議の韓国側首席代表だった権炳賢（クォン·ビョンヒョン）氏も、「まさにこの共同声明の韓半島統一条項が、その後中国の公式立場として確立され、事実上または対外的に明らかにされており、中国の韓半島統一支持条項を国交正常化のための共同声明に盛り込んだのは、最大の成果と評価されたい」と国交正常化備忘録に記録したが、これも事実関係をきちんと把握していないことによるものと判断される。中国の韓国戦争参戦問題については、韓国側が1992年6月2~3日に開かれた第2回予備会談の時から、「中国の参戦によって韓国国民が被った大きな被害と犠牲を考慮し、両国関係を正常化する歴史的転換点で、二度とこのような不幸なことがないようにするという意味で、中国側の適切な説明がなければならない」と主張したが、中国側はこれを受け入れず、共同声明に含めることができず、双方の立場を開陳して各自の予備会談記録だけに残すことにした。中国は韓半島の非核化問題についても、「南北どちらも核兵器を保有することに反対する」という南北に対するバランスの取れた立場を取る線で韓国側の同意を得ており、中朝友好協力条約に関しては、「条約は当時の歴史的状況で締結されたものであり、韓中両国関係の発展に障害になっていない」という言葉で議論を回避したと、李相玉氏は回顧録で明らかにした。 国交正常化交渉の過程で中国側が議論を回避することに成功した中朝友好協力条約は、2010年の天安艦沈没と延坪島砲撃事件後に造成された韓米と中朝の対峙局面でその価値が立証され、北朝鮮と中国は2011年7月、この条約締結50周年記念式を平壌と北京で行い、内外にその価値を誇示した。国交正常化後、ソウルと北京にある両国大使館の敷地問題についても、韓国の国交正常化代表らは対等な交渉ができず、ソウル明洞（ミョンドン）の台湾大使館の敷地と建物は「一つの中国」原則に従って無償で譲り受け、代わりに北京の韓国大使館の敷地は中国側が「好意的な条件」で韓国側が確保できるよう支援する線で合意が成立した。 これと関連して権柄賢は「また大韓帝国時代から北京にあった韓国の財産に関するより正確な調査ができなかった点も後悔している」と備忘録に明らかにし、国交正常化会談に臨む前に関連調査作業がまともに行われなかった点を明らかにした。以上からも分かるように、国交正常化19年ぶりに振り返った1992年当時の韓中国交正常化交渉は、当時中国側が構想に従って国交正常化交渉に臨み、当時の国交正常化以後、中国の経済発展に役立つ立場にあったのが韓国政府の立場であるため、比較優位にありながらも有利な点をまともに生かすことができず、むしろ外交原則や過去史問題、実利的立場などあらゆる面で不利な結果を得た不公正交渉をしたものと評価せざるを得ない。
1992年の韓中国交正常化以降、両国関係はこの30年間、ダイナミックに変化してきた。 しかし、国交正常化当時の韓中関係に比べ国力の非対称性が拡大し、韓中関係が米·中関係の従属変数に変わっている。 特に激化する米中戦略競争の中で、中国外交政策の投射方式は韓中関係の方向にも大きく影響している。 中国と韓国の関係は戦略的協力パートナー関係として歓迎されたが、両国が「戦略的」という概念については根本的な違いがある。 巨大北東アジア国家である中国は、米国と連帯しようとする韓国の政策を警戒する一方、韓国は中国の攻勢的で膨張的な外交政策目標に対して大きく憂慮した。 それだけでなく、韓国の民間部門と一般大衆の間でも中国に対する否定的な認識が広がっている。 このような現象は、新しい韓中関係の地位を確立する上で挑戦要因となっている。 国家間関係では国益をめぐって衝突するという点で、韓中関係も国内政治と世界政治の影響を受けるだろう。 具体的には次のようなイシューがある。 第一に、韓米安保同盟は韓半島と北東アジアを勢力圏下に置いている中国の憂慮を拡大してきた。 第二に、北朝鮮核問題の解決策をめぐるアプローチの違いがある。 第三に、グローバルバリューチェーンとサプライチェーンの性格がさらに複雑になり、国際貿易でより重要性を帯びている。 最後に、価値の距離に基づく相互不信の増加は韓中関係を困難にしている。 したがって、今後韓中関係をどのように再構成するかについての新たな準則を樹立する必要がある。 第一に、共振（co-evolution）である。 第二に、新しい思考である。 第三に、トリプルウィン（triple wins）である。 第四に、韓半島の平和のための複合的思考である。
他国は国交正常化に大きな問題はなかったが、中国は例外だった。 中国との国交正常化は、中華民国（台湾）との国交断絶を意味するからだ。 韓国と中国の歴史的な国交正常化が発表（1992年8月24日）されてから10日ほど経ち、当時の与党民自党では中華民国政府に韓国側使節団を送って謝罪する案が議論された。 金在淳（キム·ジェスン）前国会議長を筆頭に陳謝使節団は9月15日、台北を訪問した。 金樹基元駐韓大使など台湾政府関係者たちが一行を歓迎した。 ところが空港貴賓室に入ろうとした瞬間、空港職員が突然集まって「中華民国貴賓室は裏切り者に開かない」として使節団を遮った。 北京で韓中外交部長官が歴史的な両国国交正常化文書に署名·発表したその日、ソウルの真ん中にある明洞の中華民国大使館では駐韓台湾人1000人余りが集まった中で国旗下降式が行われていた。 韓国との外交を断絶する葬儀のような儀式だった。

## 中韓関係の沿革
- 1983年5月5日　中国民航機韓国着陸事件が発生。中国民航は韓国の米軍基地に緊急着陸。この事件に関する交渉を契機として中国は「南朝鮮」の呼称を「大韓民国（韓国）」に改める
- 1983年6月　韓国の李範錫外務部長官が、国防大学院における特別講義で、「北方政策」という呼称をはじめて用いる。[10]
- 1983年10月9日、北朝鮮がビルマで起こした爆弾テロ「ラングーン事件」で、人民日報はビルマ政府と北朝鮮の意見を同列に掲載し、北朝鮮との距離を見せる
- 1984年3月23日　中国は離散家族再会のための韓国人の訪中を認める
- 1984年4月19日　ソウルのアジア・ジュニア・バスケットボール大会で中国の国歌が演奏される
- 1986年9月20日〜10月5日　ソウルで開かれたアジア競技大会に中国は大選手団を派遣
- 1987年11月3日　趙紫陽首相は、韓国単独開催でもソウルオリンピックに参加すると明言
- 1987年11月28日　盧泰愚は、大統領候補としての選挙演説で、「中国との国交正常化に努力する」と公約[10]。
- 1988年7月7日　盧泰愚大統領は、「民族自尊と統一繁栄のための特別宣言」（7.7宣言）で、南北関係改善と、社会主義圏との関係改善に意欲を表明
- 1988年9月17日～10月2日　ソウルオリンピックに中国が選手団を派遣
- 1990年9月22日～10月7日、北京で開催されたアジア大会に韓国企業が最大のスポンサーとして進出する
- 1990年9月、韓国の仁川港から山東省威海へのカーフェリーが就航する
- 1990年10月　中韓両国は貿易事務所の相互設置で合意
- 1991年1月　駐北京韓国貿易代表部が業務を開始
- 1991年4月　駐韓国中国貿易代表部が業務を開始
- 1991年9月　南北の国連同時加盟
- 1991年10月2日　中国の銭其琛外交部長と、韓国の李相玉外務大臣が、ニューヨークの国連本部内で会談。初の中韓外相会談となる。
- 1991年11月　APECに出席するため、中国の外交部長としては初めて銭其琛外交部長が訪韓
- 1991年12月31日 朝鮮半島の非核化に関する共同宣言に合意
- 1992年1月、新華社は、台湾が、ソウルの大使館を華僑に売却しようとしていると報道
- 1992年4月13日　中国と韓国は国交正常化交渉を行うことで合意する。盧泰愚大統領は、任期切れとなる1993年2月を前に中国との国交正常化と訪中を実現させるため、交渉を急がせる[11]
- 1992年4月　楊尚昆国家主席が訪朝。中国が韓国との国交樹立を考慮していることを金日成に伝える。金日成は再考するよう求める
- 1992年5月　中韓投資保護協定に調印
- 1992年5月13日～15日　第1回国交正常化交渉（北京）
- 1992年6月2日～3日　第2回国交正常化交渉（北京）
- 1992年6月20日～21日　第3回国交正常化交渉（ソウル）
- 1992年7月15日　銭其琛外交部長が代表団を率いて訪朝。中韓国交正常化への理解を求める江沢民総書記のメッセージを金日成に伝える[12]

- 1992年7月29日　第4回国交正常化交渉（北京）で、中韓両国は国交正常化に基本的に合意
- 1992年8月18日　韓国外相が台湾の金樹基大使に、「8月21日に韓中が国交を正常化し、中華民国と断交する」と伝達
- 1992年8月19日　台湾のマスコミは、中韓国交正常化の正式発表が近く行われる模様と報道
- 1992年8月21日の午後5時、韓国が台湾に断交を通告する[13]

- 1992年8月22日　中韓政府は国交樹立を正式に発表する
- 1992年8月22日　銭復・台湾外交部長が韓国との断交を発表。ソウルの中華民国大使館で会見した金樹基大使は韓国を激しく非難する。断交後、台湾は▽航空機の運航中止▽韓国船舶への制裁▽鉄鋼、石油化学製品などに対するダンピング提訴▽自動車輸入クォーター撤廃▽国家建設6年計画入札への韓国企業除外▽国際入札から韓国企業除外▽農産物輸入の中断――などの措置をとる。[14]

- 1992年8月24日　北京を訪れた韓国の李相玉外相と中国の銭其琛外相との間で共同声明が調印される。
- 1992年8月24日、午後4時、ソウル中区明洞の駐韓国中華民国大使館（現・中国大使館）で最後の国旗（青天白日旗）下降式が開かれ、大使館職員、華僑ら2000人余が大使館敷地内の孫文銅像前に集まる。華僑らは、「忘恩負義（韓国は台湾の恩義を忘れて義理に背いた）」「Long Live ROC」などの記したプラカードを持ち、涙を見せる。[14]
- 1992年8月25日　北朝鮮は、丹東と図們からの中国人観光客の受入れを中止
- 1992年8月27日　朝鮮日報は、中国側の謝罪を得られなかった政府を批判[要出典]
- 1992年9月3日　駐北京初代大使に内定した盧載源・駐北京貿易代表部代表は、「国交正常化交渉で、中国は、6.25参戦に対する謝罪する意思はないことを明らかにした」「政府は、韓中両国の未来志向的関係のために、6.25参戦に対する中国の謝罪を、これ以上は求めない方針」と述べる[5][15]。
- 1992年9月15日～、韓国は、台湾との関係改善のため、前国会議長を代表、丁一権元国務総理を顧問とする外交使節団を台湾に派遣する。15日、桃園国際空港に到着した使節団一行が貴賓室に入ろうとしたところ、「背信者は入れない」と、空港職員から入場を阻止されたため、韓国使節団は廊下で声明を読みあげる。韓国使節団と面会した台湾の郝柏村行政院長は、「韓国と中国の国交樹立は、歴史的な誤りであり、盧泰愚政権が韓国国民の民意と感情を無視し、独断で下した決定」と韓国を批判する。[14]
- 1992年9月15日　台湾・韓国間のすべての直航便が停止となる。復元のための航空交渉が進行される期間中、韓国の外交官が帰途に刃物で刺されて重傷を負う事件が発生。空便の就航禁止が解決するまでには12年かかった[12]
- 1992年9月27日～30日　盧泰愚大統領が、韓国の大統領として初めて訪中する
- 1992年10月9日　張延庭駐韓中国大使は記者会見で、「中国政府は朝鮮戦争に関連して、謝罪はもちろん遺憾の意を表明したことはないし、今後もそのような必要はないと考える」と発言する。[16]　これに対して韓国・中央日報は「傲慢な中国大使」と報道[要出典]
- 1993年5月　韓国仁川から山東省青島へのカーフェリーが就航する
- 2001年6月　中韓漁業協定が発効
- 2007年末　中国、韓国の最大の輸入相手国になる
- 2015年12月　中韓自由貿易協定(FTA)発効